# Caroline Mathilde
Caroline Mathilde (engelsk: Caroline Matilda; født 22. juli 1751 på Leicester House, London, død 10. maj 1775 i Celle, Hannover) var dronning af Danmark og Norge fra 1766 til 1772. Hun var datter af Frederik Ludvig, prins af Wales, og søster til George 3. af Storbritannien. I 1766 blev hun gift med sin fætter kong Christian 7. til Danmark og Norge.
Caroline Mathildes ægteskab og tid som dronning blev præget af hendes mands ændrede sindstilstand. I 1770 indledte hun et kærlighedsforhold til kongens livlæge Johann Friedrich Struensee, der blev den egentlige magthaver i Danmark fra 1770 til 1772. Ved kuppet mod Struensee i 1772 blev hun arresteret, ægteskabet med Christian 7. blev ophævet, og hun blev forvist fra Danmark. Hun levede herefter, adskilt fra sine børn, i byen Celle i Tyskland indtil sin tidlige død som 23-årig i 1775.

## Biografi

### Fødsel og familiebaggrund
Prinsesse Caroline Mathilde blev født den 22. juli 1751 som det niende og yngste barn af det britiske tronfølgerpar Frederik Ludvig, Fyrste af Wales, og Augusta af Sachsen-Gotha. Hun var dermed barnebarn af den regerende britiske konge Georg 2. og blev født ind i Huset Hannover, et oprindeligt tysk fyrstehus, der i 1714 havde efterfulgt Huset Stuart på den britiske trone. Hendes far var imidlertid død pludseligt knap fire måneder før hendes fødsel, den 31. marts 1751, og hun var derfor et posthumt barn. På trods heraf fik hun titlen prinsesse med prædikat af kongelig højhed, svarende til en datter af fyrste af Wales, selvom denne titel på tidspunktet for hendes fødsel var overgået til hendes storebror, prins Georg (den senere kong Georg 3. af Storbritannien).
Hun kom til verden i sine forældres residens Leicester House i London, et stort adelspalæ i Westminster, der lå nord for den nuværende Leicester Square. Der havde familien boet til leje, siden hendes far, der havde haft et yderst dårligt forhold til sine egne forældre, i 1737 var blevet forvist fra hoffet af kongen. Ti dage efter sin fødsel, den 1. august, blev hun døbt i Leicester House af biskoppen af Norwich Thomas Hayter med navnene Caroline Matilda. Hendes faddere var hendes storebror, Prins Georg (den senere Kong Georg 3.), hendes faster Prinsesse Caroline og hendes storesøster Prinsesse Augusta. Til daglig blev hun mest omtalt som Matilda, mens begge hendes fornavne blev brugt i officielle sammenhænge, så man kunne adskille hende fra hendes faster, Prinsesse Caroline.

### Barndom og opvækst
Caroline Mathilde voksede op i den store søskendeflok bestående af ni børn, hvor moderen, enkefyrstinden af Wales, som konsekvens af faderens død, var alene om omsorgen. I de resterende år af Georg 2.'s regeringstid, valgte Augusta at leve i afsondrethed med sine børn, hellige sig deres opvækst og opdrage dem fjernt fra det engelske hof og dets fordærvelser. Som en konsekvens heraf blev Augusta kritiseret for sin måde at opdrage sine børn på, da hun isolerede dem fra omverdenen i et afsondret familiemiljø, hvor de sjældent mødte mennesker uden for familien. Den 25. oktober 1760, da Caroline Mathilde var ni år gammel, døde hendes bedstefader, Kong Georg 2., og Caroline Mathildes storebroder besteg 22 år gammel sin bedstefars britiske trone som Kong Georg 3. Fra hendes ungdom kendes kun to offentlige optrædener: i 1761 ved hendes brors kroning, og i 1764 som brudepige ved hendes ældste søster Augustas ægteskab med arveprins Karl Vilhelm Ferdinand af Braunschweig-Wolfenbüttel. 
Hun voksede op i Leicester House, mens ferierne blev tilbragt på familiens sommerresidens Kew Palace i Kew Gardens ved bredden af Themsen sydvest for London, hvor hendes mor dyrkede sin interesse for havekunst. Caroline Mathilde blev beskrevet som temperamentsfuld men også naturlig og uformel, og af den grund skulle hun være uinteresseret i politik og hofintriger som voksen. På trods af uregelmæssighederne i hendes og hendes søstres uddannelse, blev hun anset for intelligent, læste gerne og meget, og lærte udover engelsk at tale italiensk, fransk og tysk. Hun satte pris på udendørs aktiviteter, særligt ridning,  og havde talent for musik, spillede cembalo og blev anset som en dygtig sangerinde med en smuk stemme.

### Ægteskabet med Christian VII
På den tid var man ved det danske hof på udkig efter en ægtefælle til den dansk-norske tronfølger kronprins Christian, og i 1764 blev der foreslået et ægteskab mellem kronprinsen og en britisk prinsesse. Ægteskabsplanerne blev fremmet af den magtfulde danske statsminister J.H.E. Bernstorff, der var optaget af at styrke Danmark-Norges gode forhold til Storbritannien. Den danske kronprins var den ældste søn af kong Frederik 5. og hans første hustru, Louise af Storbritannien. Christian VII's moder og den afdøde fyrste af Wales var søskende, og han var derfor fætter til den afdøde fyrste af Wales' børn.
Oprindeligt var det ikke Caroline Mathilde, man havde udset sig, men hendes ældre søster, Prinsesse Louise. Men da den danske udsending Hans Caspar greve von Bothmer var på besøg i England i 1765, valgte han Caroline Mathilde. Man kender ikke til årsagen til ændringen. Efter at greve von Bothmer, blev informeret om sin svage forfatning, blev hendes yngre søster Caroline Matilda valgt til kampen i stedet for. Dronning Louise havde været en populær dronning i Danmark, og man håbede på, at hendes gode navn ville smitte af på Caroline Mathilde og Christian. Desuden fremstod Caroline Mathilde som en robust person.  I en alder af 13 år blev Caroline Mathilde derfor uden sit vidende forlovet med Kronprins Christian, der var to år ældre end hende. Den officielle trolovelse blev annonceret den 10. januar 1765.
Den 14. januar 1766 døde Kong Frederik 5., og Christian overtog tronen som Christian 7. Han var da 17 år gammel, og selv for konger i 1700-tallet var det ikke almindeligt at gifte sig så tidligt. Det var imidlertid den øverste ledelse i statsapparatet med J.H.E. Bernstorff som den toneangivende, som pressede på for, at ægteskabet skulle fremskyndes. Årsagen var, at Christian havde det, omgivelserne anså som en ustyrlig seksualitet, og man mente, at den kunne dæmpes ved at lade det få udløb i en mere passende retning.
Parret blev gift den 1. oktober 1766 ved en prokurationsvielse i Saint James's Palace i London, hvor brudens storebroder var stedfortræder for Christian 7. Hun drog afsted på rejsen til sit nye hjemland kort tid efter og ankom til Altona med et stort hof. Her blev hun modtaget af danske udsendinge, som sendte hele hoffet tilbage og erstattede det med danske tjenere. Den 8. november 1766 gjorde hun sit indtog gennem et jublende København. Senere samme dag bekræftede de deres ægteskab ved en vielse i Christiansborg Slotskirke.
Da dronningen ankom til København, mødte hun Christian for første gang. Kongens problemer var ikke udtalte, og deres første år sammen var præget af selskabelighed med dronningen som midtpunkt. Dronningen var blot 17 år, da hun fødte en søn, den senere kong Frederik VI.
Det lykkelige ægteskab varede ikke længe: ægtefællerne kom på afstand af hinanden, og snart var Christian i gang med fester, som i mange tilfælde fik en voldelig udgang. Caroline Mathilde knyttede nærmere bånd til sin overhofmesterinde Louise von Plessen, og hun blev efterhånden ensom og fuldstændig isoleret fra det øvrige hof.

### Struensee kommer til København
Sommeren 1768 drog Christian på en længere udenlandsrejse og besøgte flere hoffer i Europa. Rejsen var kommet i stand af personer i regeringen, som troede, at nye impulser og omgivelser kunne ændre kongens væremåde. Det var på denne rejse, at han blev kendt med lægen Johann Friedrich Struensee. Struensee var den første, som forstod, at kongen havde problemer. Da Christian kom hjem fra rejsen, var Struensee med, og allerede der var han ansat som livlæge.
Sønnen Frederik, den senere Frederik VI, var et svageligt barn og meget syg. I et forsøg på at få et bedre forhold til ægtefællen lod hun sig overtale til, at Struensee skulle undersøge Frederik. Struensee vaccinerede barnet mod kopper. Til sin overraskelse blev hun tiltrukket af lægen, ikke blot fordi han lod til at forstå hendes situation, men også fordi han hjalp hende med at få et bedre forhold til ægtefællen.

### Struensee og Louise Augusta
Fascinationen udviklede sig hurtigt til forelskelse, og i foråret 1770 blev den 14 år ældre Struensee dronningens elsker. Efter at Struensee tog magten, tilrettelagde Caroline Mathilde et tilnærmelsesvis borgerlig familieliv på Hirschholm Slot med ham og sønnen Frederik. Frederik fik en opdragelse efter Rousseaus ideer om naturlig børneopdragelse. Blandt andet skulle han hærdes ved at løbe barbenet i det kolde slot og stikke fingrene i grøden for at varme sig. Noget senere blev opdragelsesmetoden mildnet.
Det vakte forargelse, da prinsesse Louise Augusta blev født i juli 1771. Som almindeligt under en fødsel i kongefamilien var mange tilstede i rummet under fødslen. Jordmoderen var Karen Ørslev, som også havde ledet dronningens første fødsel. Dronningens livlæge Justus Berger var med. Han blev anset for at være tidens største ekspert i fødsler. Struensee var også til stede, selv om det ikke var hans opgave at bistå med selve fødslen.
Det er aldrig blevet klarlagt hvem, der var fader til Louise Augusta. Ingen i samtiden var i tvivl om, at det var Struensee. Louise Augusta gik endda under den lidet flatterende betegnelsen, la Petite Struensee. Nutidige historikere er i almindelighed enige i, at Struensee var faderen. Amdisen skriver dog, at det er flere modstridende kilder, når det gælder om at kunne fastslå faderskabet.Efter at Struensee var styrtet og Caroline Mathilde arresteret og ført til Kronborg sammen med Louise Augusta, ville hun have barnet med sig i eksil og sagde til sin forsvarer Peter Uldall, at Louise Augusta ikke havde nogen forbindelser med den danske kongefamilie. Det kan imidlertid ikke lægges vægt på dette udsagn, da hun var desperat og prøvede at beholde i det mindste det ene af sine børn.
Louise Augusta blev portrætteret af maleren Jens Juel omkring 1790 og ligner meget Struensee, uden at det på nogen måde kan tages som bevis for, at han var faderen.

### Kup og forvisning
Natten mellem 16. og 17. januar 1772 fandt kuppet mod Struensee sted, og Caroline Mathilde blev arresteret i sit værelse på Christiansborg slot af Schack Carl Rantzau og ført til Kronborg. Hun fik tilladelse til at tage Louise Augusta med sig, mens Frederik måtte blive tilbage.
I en proformasag blev ægteskabet mellem Christian VII og Caroline Mathilde opløst i april 1772, og hun mistede sin titel. De nye magthavere havde bestemt sig for at sætte hende i forvaring på Aalborghus på livstid, men blev udsat for stærkt pres fra det britiske kongehus og regering. Caroline Mathildes broder var blevet konge af England som Georg III, og han havde arveland i Hannover. Briterne sendte to fregatter og en kongeyacht til Danmark, og de ankrede op på reden uden for Helsingborg 26. maj 1772. Vidner fortalte, at hun så skibene fra vinduet på Kronborg.
I modsætning til hvad der var almindeligt, ammede Caroline Mathilde selv Louise Augusta. Hun ammede hende helt frem til sin afrejse, og barnet måtte fjernes med magt.
Dronningen blev ført ombord og blev ført til Celle i Hannover i familiens slot. Hun så aldrig sine børn igen.

### Død
Caroline Mathilde døde af en voldsom febersygdom i 1775, 23 år gammel. Der blev arrangeret en stor indsamling i byen for at skaffe penge til et monument over hende. Monumentet står i Französischer Garten, og hun er begravet i welfernes fyrstegrav (fürstengruft) i Stadtkirche St. Marien i Celle ved siden af sin oldemoder Sophie Dorothea af Braunschweig-Lüneburg.

## Kunstneriske gengivelser

### Billedkunst
- 1873 : Scene fra Christian VII's hof – historiemaleri fra 1873 af den danske kunstmaler Kristian Zahrtmann, i dag på den Hirschsprungske Samling.

### Film
- 1923 : Die Liebe einer Königin – tysk stumfilm instrueret af Ludwig Wolff, hvor rollen som Caroline Mathilde spilles af den tyske skuespillerinde Henny Porten.[26]
- 1935 : The Dictator – britisk spillefilm instrueret af Victor Saville, hvor rollen som Caroline Mathilde spilles af den engelske skuespillerinde Madeleine Caroll.[27]
- 1957 : Herrscher ohne Krone – vesttysk spillefilm instrueret af Harald Braun, hvor rollen som Caroline Mathilde spilles af den franske skuespillerinde Odile Versois.[28] Filmen bygger på Robert Neumanns roman Der Favorit der Königin fra 1935.
- 2010 : Caroline - den sidste rejse – dansk spillefilm med dronning Caroline Mathilde som hovedperson er skrevet af skuespilleren Christine Hermansen, produceret af Lars Valentin og instrueret af Henrik Kolind. Den skildrer hendes forhold til Struensee, men handlingen er omplantet til moderne tid.[29]
- 2012 : En kongelig affære – dansk Oscar-nomineret spillefilm instrueret af Nikolaj Arcel. Rollen som Caroline Mathilde spilles af den svenske skuespillerinde Alicia Vikander, rollen som Christian 7. spilles af Mikkel Boe Følsgaard og Struensee spilles af Mads Mikkelsen.[30][31] Filmen bygger løseligt på Bodil Steensen-Leths roman "Prinsesse af blodet" (2000).

## Titler, prædikater og æresbevisninger

### Titler og prædikater fra fødsel til død
- 1751-1766 – Prinsesse af Wales
- 1766-1772 – Af Guds Nåde Dronning af Danmark og Norge, de Venders og Gothers, hertuginde udi Slesvig, Holsten, Stormarn og Ditmarsken, grevinde udi Oldenburg og Delmenhorst
- 1772-1775 – Prinsesse af Wales og Hannover. Titulær dronning.

## Børn
| Navn                        | Født                        | Død                         | Bemærkninger                                                                                           |
| Med Christian 7. af Danmark | Med Christian 7. af Danmark | Med Christian 7. af Danmark | Med Christian 7. af Danmark                                                                            |
| --------------------------- | --------------------------- | --------------------------- | --- |
| Frederik                    | 28. januar 1768             | 3. december 1839            | Konge af Danmark 1808–1839 og Norge 1808–1814 Gift i 1790 med Marie Sophie Frederikke af Hessen-Kassel |
| Louise Augusta              | 7. juli 1771                | 13. januar 1843             | Gift i 1786 med hertug Frederik Christian 2. af Augustenborg                                           |

### Trykte primærkilder
- "Breve og diplomatiske Actstykker til Kong Christian den Syvendes Historie. 1766—1772". Historisk Tidsskrift. Den danske historiske Forening. 5. Bind (2. række): s. 301-325. 1854.